# Paramastix conifera
Paramastix conifera är en algart som beskrevs av Heinrich Leonhards Skuja. Paramastix conifera ingår i släktet Paramastix, och familjen Paramastigaceae. Arten är reproducerande i Sverige.